# Мюнхринген
Мюнхринген (нем. Münchringen) — бывшая коммуна в Швейцарии, в кантоне Берн. С 1 января 2014 года вошла в состав коммуны Йегенсторф.
До 2009 года входила в состав округа Фраубруннен, с 2010 года — в Берн-Миттельланд. Население составляет 560 человек (на 31 декабря 2006 года). Официальный код — 0547.

## История
В официальных документах слово Мюнхринген впервые упоминается в 1261-63 годах, но как поселение начинает упоминаться с 1271 года.